# واوکس منترویل
واوکس منترویل (به فرانسوی: Vaux-Montreuil) یک کمون در فرانسه است که در Canton of Novion-Porcien واقع شده‌است.

## خصوصیات
واوکس منترویل ۸٫۳۵ کیلومترمربع مساحت و ۱۰۶ نفر جمعیت دارد و ۱۴۷ متر بالاتر از سطح دریا واقع شده‌است.